# Teatre independent

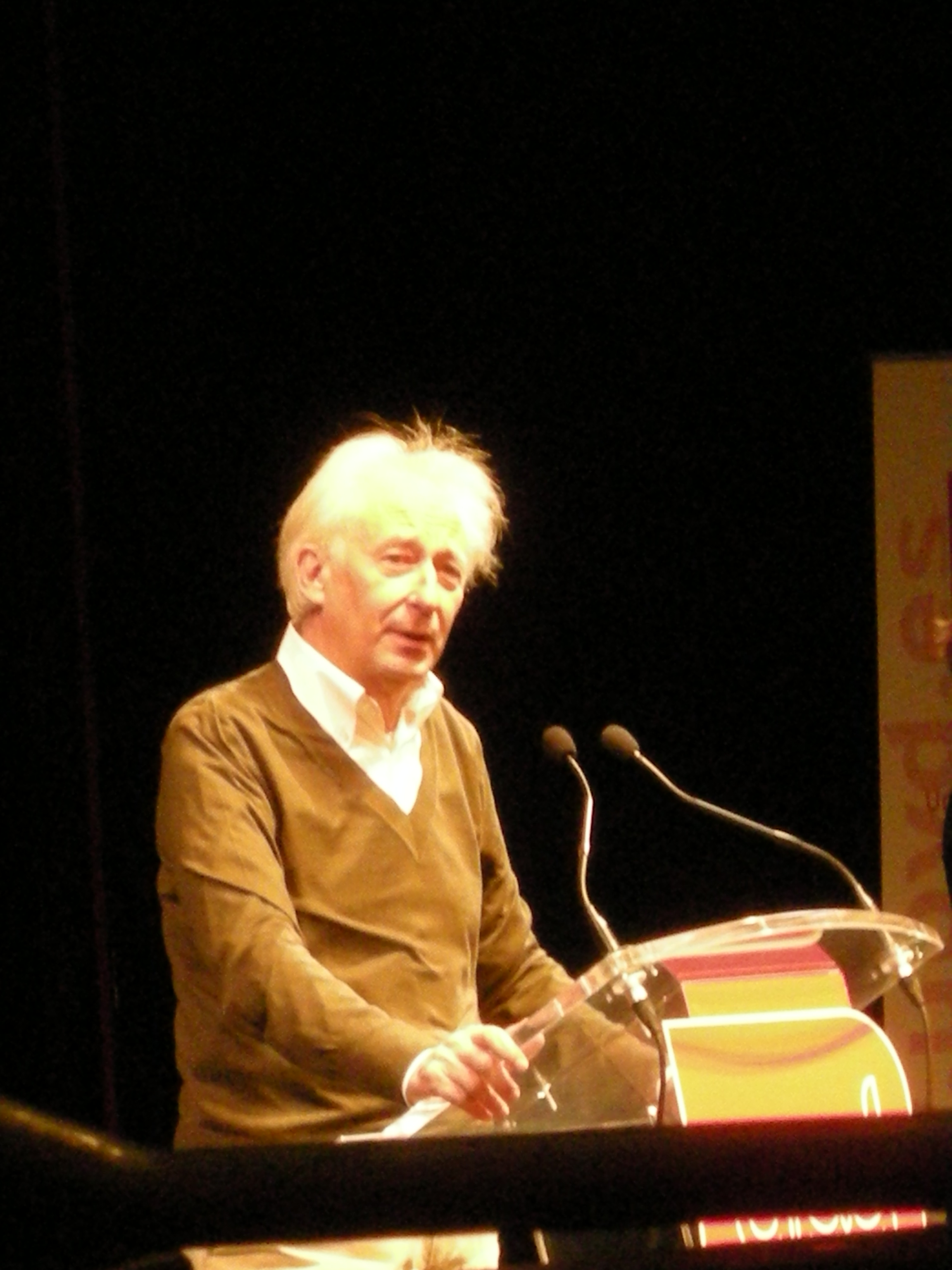
Albert Boadella, fundador de la companyia Els Joglars

L'anomenat teatre independent va ser als anys 70 del segle xx un moviment teatral de creacions col·lectives d'arts escèniques i, desafiant la censura teatral del moment, molt implicat políticament a la lluita antifranquista. Quan va arribar la democràcia la majoria d'aquestes companyies teatrals van desaparèixer, algunes van passar als circuits de teatre d'aficionats i unes poques van evolucionar a grans empreses d'espectacles. Van influir en les característiques estètiques dels grups de teatre nascuts a partir de 1975, malgrat que cap d'ells compartiria la militància política.
Es caracteritzaven per mantenir una estreta relació amb el públic, amb interacció física o almenys psíquica, en teatre de carrer o fent palesa l'antiga convenció que l'intèrpret actui com si el públic no hi fos present. Al teatre independent català van destacar Comediants, Els Joglars, Grup 69, Dagoll Dagom i La Claca, entre d'altres. En castellà hi havia els centres de Madrid (Goliardos, Tábano, Ditirambo) i Andalusia (Esperpento, Teatro Estudio Lebrijano i especialment La Cuadra de Sevilla, per la seva estètica diferenciada que buscava fugir dels tòpics andalusos).

## Censura teatral
L'arribada de la democràcia per si mateixa no va aixecar la censura que sobre el teatre havia imposat la precedent dictadura. Així, quan l'any 1977 la companyia Els Joglars va estrenar La Torna, un espectacle sobre les execucions en 1974 de l'anarquista Salvador Puig Antich i del polonès Heinz Chez, Albert Boadella i altres membres de Els Joglars van ser empresonats. Aquest fet va donar peu a una campanya sobre la llibertat d'expressió que va finalitzar amb la fi de la censura teatral.